# Charlestown, Wisconsin
Charlestown là một thị trấn thuộc quận Calumet, tiểu bang Wisconsin, Hoa Kỳ. Năm 2010, dân số của thị trấn này là 756 người.